# Système de paiement

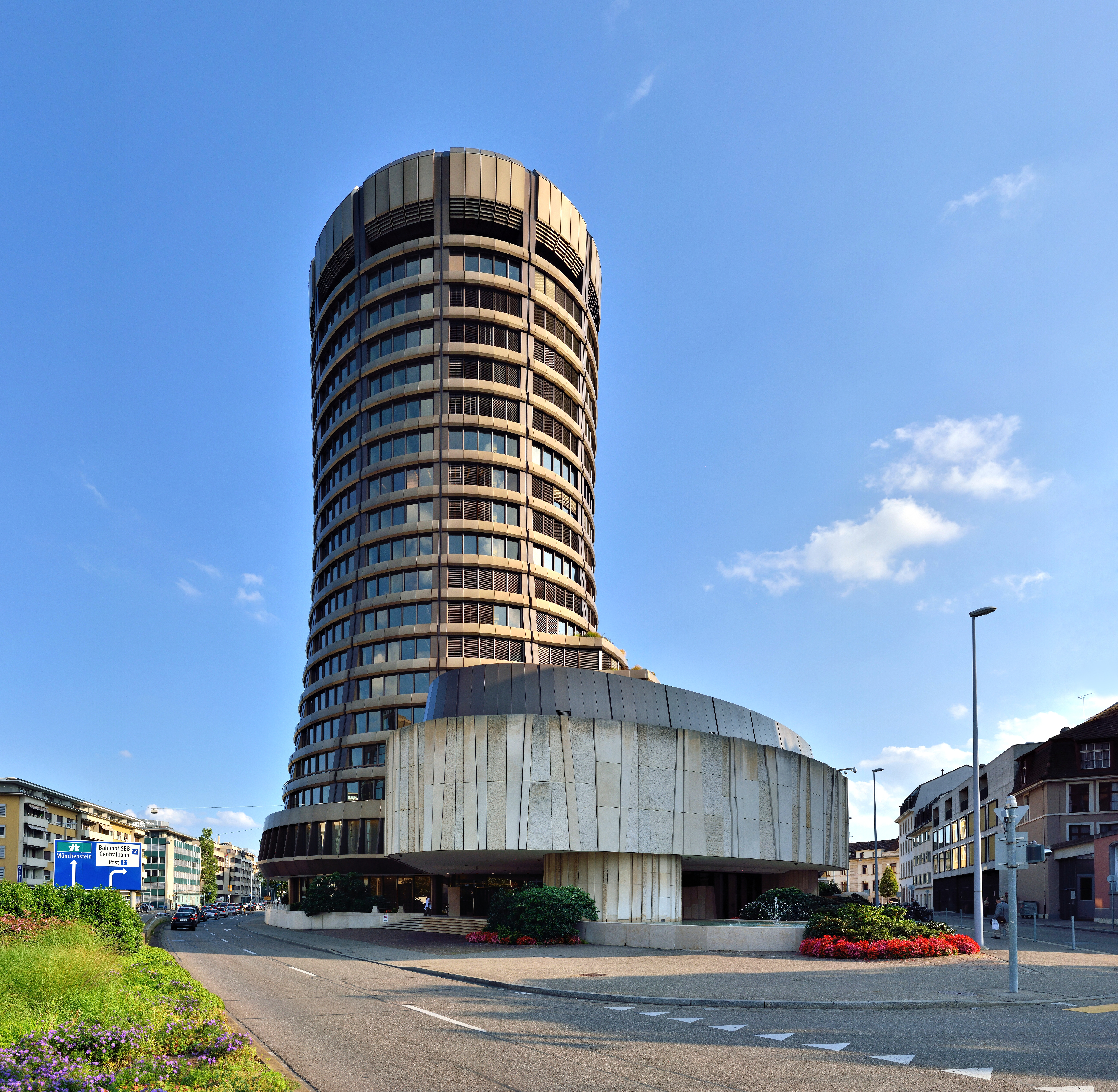
Banque des règlements internationaux (BRI), Bâle, Suisse.

Un système de paiement est un « système constitué d’un ensemble d’instruments, de procédures bancaires et de systèmes interbancaires de transfert de fonds, destiné à assurer la circulation de la monnaie ».
L'expression « système de paiement » peut désigner à la fois un système, tel que défini précédemment, ou, au niveau national, l'ensemble constitué par les instruments de paiement, les infrastructures, les établissements, les conventions, les lois, etc., permettant le transfert des fonds. L'article ne porte que sur la première de ces deux utilisations.

## Typologie
Les systèmes de paiement traitent une large gamme d'instruments financiers (nature, montant…), selon des modalités variées (en continu ou par lots, avec ou sans compensation, en monnaie commerciale ou de banque centrale…). Certains sont spécialisés, d'autres traitent plusieurs instruments, selon des modalités variables. La typologie qui suit ne permet donc qu'une première analyse, et de nombreux cas de systèmes mixtes brouillent parfois les frontières entre ces catégories.

### Système de paiement de gros montant
Les systèmes à règlement brut en temps réel, en anglais real-time gross settlement (RTGS) sont les systèmes qui fonctionnent en règlement brut, les opérations sont traitées individuellement, en temps réel, et sans recourir à la monnaie centrale (pas de compensation).  Ces systèmes limitent le risque de paiement mais demandent beaucoup de liquidités. Le système TARGET2 pour la zone euro ou le système Fedwire aux États-Unis relèvent de cette catégorie. Les systèmes de paiement de gros montant se caractérisent par un montant moyen des opérations très élevé. Le montant moyen des opérations dans TARGET en 2005 a été supérieur à 7 millions d'euros.
Les systèmes à règlement net en temps différé, en anglais deferred net settlement (DNS), sont les systèmes de paiement reposant sur le principe de la compensation. Pendant la période d'ouverture, tous les participants du système enregistrent librement des ordres de paiements. À la fin d'un cycle de paiement (par exemple à la fin de la journée), pendant la période de validation, le système calcule les soldes nets de chaque participant. On laisse alors parfois une courte période d'information pour que les participants qui n'ont pas assez de liquidités puissent en obtenir. Enfin des virements sont effectués par les participants et la chambre de compensation pour régler leurs soldes nets pendant la période de règlement. Ces dernières années, les systèmes de paiement de gros montants originellement DNS se sont rapprochés des systèmes RTGS en effectuant la compensation à une fréquence plus élevée et sont parfois qualifiés d'« hybride ». Le système EURO1 (qui dépend de l'opérateur EBA Clearing) pour la zone euro, le système CHIPS aux États-Unis ou le système LVTS au Canada relèvent de cette catégorie.
Dans les principales zones monétaires, il y a une organisation « duale » des systèmes de paiement de gros montants, c'est-à-dire que coexistent un système RTGS géré par la banque centrale et un DNS hybride organisé par une chambre de compensation privée. Les banques choisissent le système selon le coût, le risque, l'urgence du paiement, etc.
Les systèmes à paiement contre paiement (PvP) permettent d'effectuer des opérations de change en une seule étape plutôt qu'en deux (pour plus de détail sur le risque que faisait courir les paiements séparés, voir l'épisode malencontreux déclenché par la faillite d'Herstatt). Le système Continuous Linked Settlement (CLS), système privé mis en place en 2002 à l'initiative des plus grandes banques centrales et désormais utilisé pour les opérations de change de 18 devises, relève de cette catégorie.

### Système de paiement de masse
Les systèmes de paiement de masse, ou systèmes de paiement de détail, sont dédiés aux paiements (virements et cartes) des particuliers et des entreprises. Ce sont généralement des systèmes DNS. En France l'ensemble de cette activité est rassemblée dans le système STET-CORE,  en Belgique dans le Centre d’échange et de compensation (CEC), en zone euro dans le STEP2-T (qui dépend aussi de EBA Clearing). Les systèmes de paiement de détail se caractérisent par un faible montant moyen des opérations. En 2005, le montant moyen d'une opération traitée dans le SIT (système précédent de CORE) était de 400 €.

### Système de règlement-livraison de titres
Ces systèmes interviennent en aval de la chaîne de traitement des titres. Les titres sont d'abord négociés, puis compensé, pour disposer d'une position nette de chaque opérateur. La dernière étape permet le règlement et la livraison des titres. En France le système Relit Grande Vitesse (RGV), assure cette fonction.

## Évolutions
Les systèmes de paiement connaissent de profondes évolutions : développement de systèmes internationaux, fusions ou association de systèmes nationaux, établissement de liens entre différents systèmes. Dans le contexte européen, et notamment dans le contexte de la mise en place de SEPA, l'ensemble des systèmes européens évolue, avec en particulier la mise en place de TARGET2, de CORE (pour les paiements de masse, en remplacement du SIT), la mise en place du SAP d'Euroclear…